# Jürgen Thormann
Jürgen Thormann (Rostock, 12 febbraio 1928 – Berlino, 21 novembre 2024) è stato un attore, doppiatore e regista tedesco.

## Biografia
Thormann iniziò la sua carriera come attore teatrale, recitando inizialmente al Teatro Ernst Barlach, successivamente al Teatro di Bonn, al Teatro di Brema e al Schauspielhaus di Bochum. 
Inoltre, dal 1962 fino alla sua chiusura nel 1993, fu attivo sul palcoscenico del Teatro Schiller di Berlino, dove interpretò opere sia classiche che moderne.  Nel 1969 ricevette il titolo onorifico di Berliner Staatsschauspieler.
È stato sposato con l' attrice Uta Sax fino alla morte.

## Filmografia

### Televisione
- Alle Hunde lieben Theobald - serie TV (1970)
- Das Kurheim - serie TV (1972)
- Kommissariat 9 - serie TV (1978)
- Der Architekt der Sonnenstadt - regia di Renke Korn - film TV (1979)
- Leute wie Du und ich - serie TV (1 episodio) (1980, 1984)
- Jakob und Adele - serie TV (1982-1988)
- Detektivbüro Roth - serie TV (1986)
- Tatort - serie TV (1987)
- Wolff, un poliziotto a Berlino (Wolffs Revier) - serie TV (1992)
- Blankenese - serie TV (14 episodi) (1994)
- Elbflorenz - serie TV (5 episodi) (1994)
- Praxis Bülowbogen - serie TV (15 episodio) (1995-1996)
- SK-Babies - serie TV (1996)
- Il nostro amico Charly (Unser Charly) - serie TV (1999)
- Dr. Sommerfeld - Neues vom Bülowbogen - serie TV (2002)
- Dennis und Jesko - serie TV (6 episodi) (2010)

## Doppiaggio

### Film
- Philip Carey in Viaggiatori del tempo
- John Cazale in Il padrino
- Edward Fox in Assassino allo specchio, Mai dire mai, Il Bounty, Il mistero del principe Valiant
- Max von Sydow in Flash Gordon, La neve cade sui cedri, Minority Report, Rush Hour - Missione Parigi, Robin Hood, Shutter Island, Star Wars - Il risveglio della Forza, Kursk, Dredd - La legge sono io
- Peter O'Toole in L'ospite d'onore, Sua maestà viene da Las Vegas, Phantoms, Lassie, Stardust
- Michael Caine in Acqua in bocca, Hannah e le sue sorelle, Festa in casa Muppet, Le regole della casa del sidro, Miss Detective, Austin Powers in Goldmember, Batman Begins, The Prestige, Sleuth - Gli insospettabili, Un colpo perfetto, Il cavaliere oscuro, Harry Brown, Inception, Il cavaliere oscuro - Il ritorno, Now You See Me - I maghi del crimine, Interstellar, Stonehearst Asylum, Kingsman: Secret Service, Youth - La giovinezza, The Last Witch Hunter - L'ultimo cacciatore di streghe, Now You See Me 2, Insospettabili sospetti, Dunkirk, King of Thieves, Tenet, L'ultimo libro, Fuga in Normandia
- Riccardo Pizzuti in Anche gli angeli mangiano fagioli
- Bruce Glover in Agente 007 - Una cascata di diamanti
- Peter Sellers in Invito a cena con delitto
- Earl Boen in Terminator 2 - Il giorno del giudizio, Terminator 3 - Le macchine ribelli
- Roshan Seth in Indiana Jones e il tempio maledetto
- Scott Glenn in Fuoco assassino
- Raúl Juliá in La famiglia Addams 2
- James Fox in Quel che resta del giorno
- Paul Scofield in La seduzione del male
- George Plimpton in Will Hunting - Genio ribelle
- Simon Callow in Shakespeare in Love, Ace Ventura - Missione Africa
- John Neville in X-Files - Il film
- George Carlin in Dogma
- Ian McKellen in X-Men, X-Men 2, X-Men - Conflitto finale, Wolverine - L'immortale, X-Men - Giorni di un futuro passato
- David Warner in Planet of the Apes - Il pianeta delle scimmie
- John Hurt in V per Vendetta, Indiana Jones e il regno del teschio di cristallo, La talpa, Immortals, Jackie
- Mr. DNA in Jurassic Park
- Anton Ego in Ratatouille
- Alfred in LEGO Batman - Il film, The LEGO Movie 2 - Una nuova avventura

### Serie televisive
- Peter Wyngarde in Dipartimento S, Jason King
- Androide 8 in Dragon Ball
- Edward Herrmann in Una mamma per amica, Grey's Anatomy
- Richard Wilson in Merlin

### Videogiochi
- Hiram Burrows in Dishonored
- Alfred Pennyworth in Batman: Arkham Origins, LEGO Dimensions, Batman: Arkham Knight
- Shaun in Fallout 4